# Un vecchio foglio
Un vecchio foglio ("Ein altes Blatt") è un racconto dello scrittore ceco di lingua tedesca Franz Kafka; originariamente scritto e pubblicato nel 1919.
La breve narrazione è in perfetto stile kafkiano, immersa in uno scenario in cui il protagonista deve affrontare sfide inimmaginabili da parte della società: una situazione del tutto simile a quella che si svolge nel racconto che dà il titolo a tutta la raccolta, Un medico di campagna, dove un anziano dottore affronta la difficile sfida consistente nel recarsi a curar un paziente in apparente pericolo di vita.

## Trama
La storia ha inizio quando un calzolaio si appresta ad aprire il suo negozio, come fa ogni mattina, all'alba. Quel giorno però s'accorge che una folta tribù di nomadi provenienti dal nord hanno letteralmente occupato, in tutta la sua interezza, la piazza centrale della città, dopo averla lungamente assediata.
Questi zotici non mostrano alcun segno di cultura, sono sporchi e rozzi; ben presto così al loro passaggio le strade divengono "un vero e proprio letamaio": sono capaci perfino di mangiarsi vivo un bue intero. Questa gentaglia, in sovrappiù, non pare mostrar proprio alcuna forma di rispetto nei confronti degli onesti cittadini; s'impossessano con tranquillità e sfacciataggine di tutto quello di cui hanno bisogno direttamente prendendoselo dai negozi, logicamente senza pagare.
Ad un certo punto l'imperatore appare ad una delle finestre del palazzo reale, richiamato dalle grida terrorizzate del bue che sta per esser divorato, e si mette ad osservare di come via via i nomadi vengono a prendere sempre più il controllo della città: purtroppo neppure lui coi suoi soldati pare essere in grado di fare alcunché. Il protagonista impotente conclude dicendo: "La salvezza della patria è lasciata a noi artigiani e commercianti; ma purtroppo non ne siamo all'altezza, né tanto meno abbiamo mai affermato d'esserlo. È tutto un malinteso".